# Apenas reflejos
Apenas reflejos es una película de Argentina filmada en video dirigida por Hugo Bab Quintela sobre su propio guion que se produjo en 1986 y no se estrenó comercialmente. Tuvo como actores principales a Rodolfo Ranni, Miguel Ligero, Graciela Dufau, Ricardo Darín y Cristina Murta.

## Sinopsis
Cuando fallece su madre viuda, un joven va a ver a la antigua amante de su padre y rememoran la vida de los mismos que transcurrió durante los dos primeros gobiernos de Perón.

## Reparto
| Actor               | Personaje                     |
| ------------------- | ----------------------------- |
| Rodolfo Ranni       | Alejandro                     |
| Miguel Ligero       | Arturo                        |
| Graciela Dufau      | Genoveva, esposa de Alejandro |
| Ricardo Darín       | Hijo de Alejandro             |
| María Luisa Robledo | Madre de Alejandro            |
| Cristina Murta      | Amante de Alejandro           |